# Sono de ondas lentas uni-hemisférico

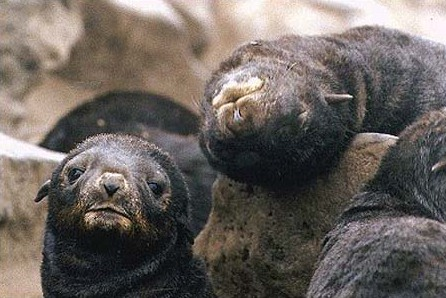
Callorhinus ursinus é uma das espécies aquáticas com sono de ondas lentas unihemisférico.

Sono de ondas lentas unihemisférico (SOLU), também denominado de sono de ondas lentas assimétrico, é caracterizado por uma actividade de ondas lentas num dos hemisférios do cérebro, enquanto que um electroencefalograma com reduzida voltagem, característico de um estado de vigília, é registado no outro hemisfério. Este fenómeno tem sido observado num número de espécies terrestres, aquáticas e voadoras.